# Santa Caterina dei Funari

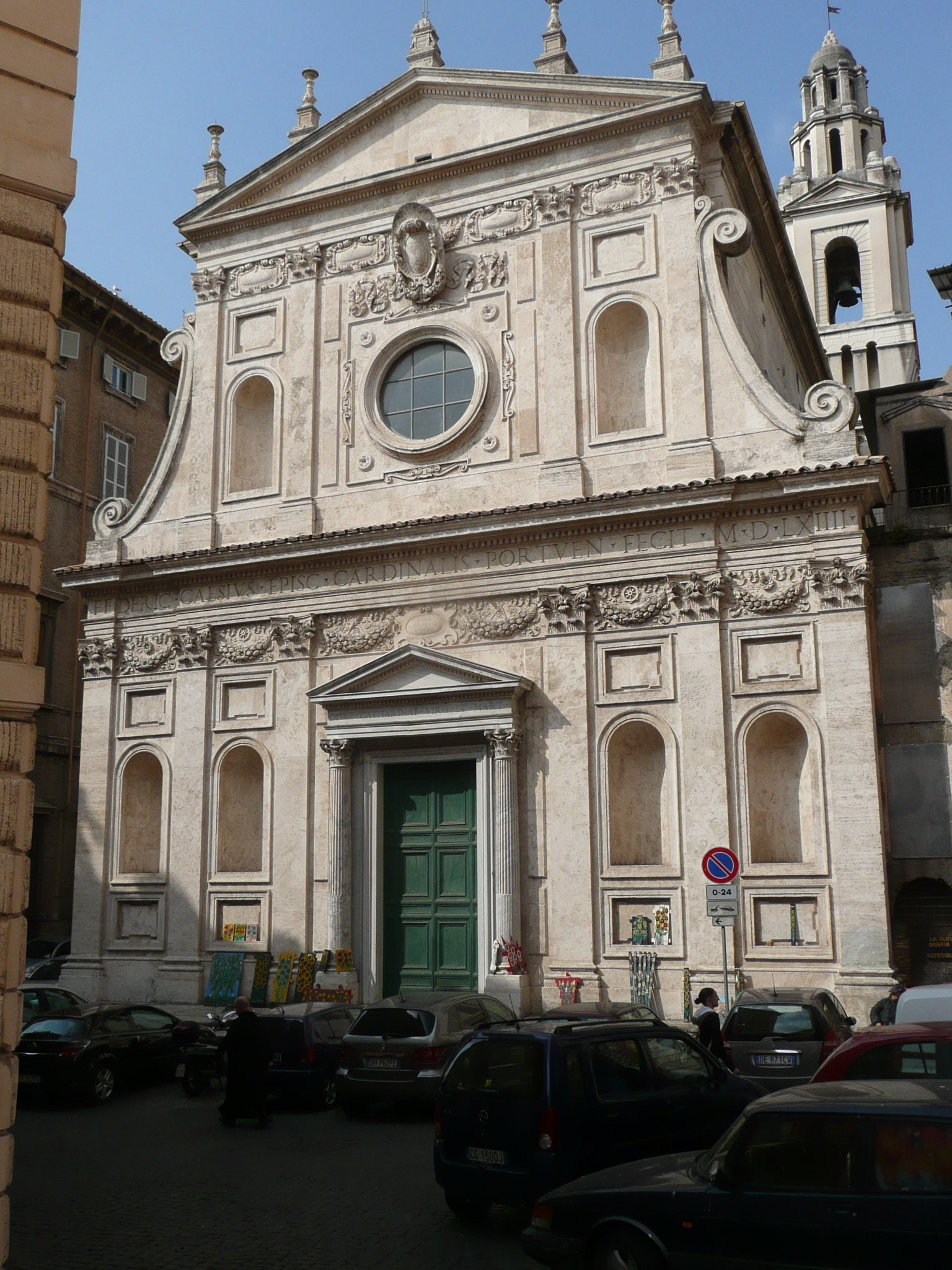
Die Fassade von Guidetti

Santa Caterina dei Funari (lat.: Sanctae Catharinae Funariorum) ist eine Kirche in Rom. Sie entstand in der heutigen Form im 16. Jahrhundert und ist vor allem für ihre Fassade und ihre Ausstattung mit Fresken und Gemälden bekannt.

## Lage
Die Kirche liegt im XI. römischen Rione Sant’Angelo etwa 300 Meter südwestlich der Piazza Venezia. In früheren Jahrhunderten befand sich hier das Viertel der Seilmacher, italienisch funari, daher hat sie auch ihren Beinamen.

## Baugeschichte
Die Kirche steht auf dem Gelände, das in der Antike vom Theater des Balbus (Crypta Balbi) überbaut war. Im Zentrum dieser Portikus entstand im Mittelalter die Kirche Santa Maria Domine Rose, die in einem Dokument von Papst Coelestin III. 1192 erstmals erwähnt wird.
1536 übertrug Papst Paul III. die Kirche dem Hl. Ignatius von Loyola, dieser hatte hier eine Unterkunft für notleidende Mädchen gegründet. Die jetzige Kirche entstand von 1560 bis 1564 etwas südlich davon. Kurz darauf wurde die alte Kirche abgerissen. Geldgeber für Santa Caterina dei Funari war Kardinal Federico Cesi, er führte das Armenasyl mit Ignatius und anderen. Der leitende Architekt war dessen Baumeister Guidetto Guidetti, ein Schüler  sowohl Antonio da Sangallo des Jüngeren als auch Michelangelos.

## Fassade und Turm
Die Fassade, sie gilt als „eine der besten ihrer Art“, wurde aus Travertin errichtet. Guidettis Vorbild für die Gestaltung war sicher die Fassade von Santo Spirito in Sassia seines Lehrers da Sangallo. Die Inschrift nennt das Jahr 1564 als Zeitpunkt der Fertigstellung.
Die Fassade ist zweistöckig und fünfachsig errichtet. Sie ist basilikal gestaffelt und gibt damit die Raumverhältnisse im Inneren nicht wieder. Die Fläche wird zunächst von Pilastern mit Kapitellen einer leichten Abwandlung der korinthischen Ordnung gegliedert. Die dazwischen liegenden Flächen sind jeweils mit Nischen, gerahmten Feldern und, in den oberen Teilen, mit Festons ausgeführt. Das Gesims zwischen den Stockwerken ist leicht verkröpft, dadurch werden die äußeren Eckpilaster und die mittleren drei Achsen hervorgehoben. Der Zugang in der Mittelachse ist als Ädikulaportal gestaltet, zwei Säulen flankieren ihn entsprechend. Das Obergeschoss wiederholt das Programm des unteren Geschosses im Wesentlichen und enthält in der Mittelachse ein Rundfenster, oberhalb dessen der Wappenschild des Kardinals zwischen Zierbändern. Vertikal auslaufende Voluten an den Seiten des Obergeschosses vermitteln zum Untergeschoss. Ein schlichter Dreiecksgiebel bekrönt die Fassade. Insgesamt wird an der Fassade noch die statische Fassadenauffassung der Zeit erkennbar.
Die Fassade ihrerseits wurde eines der Vorbilder für die berühmte Fassadengestaltung von Il Gesù, ausgeführt von Giacomo della Porta.

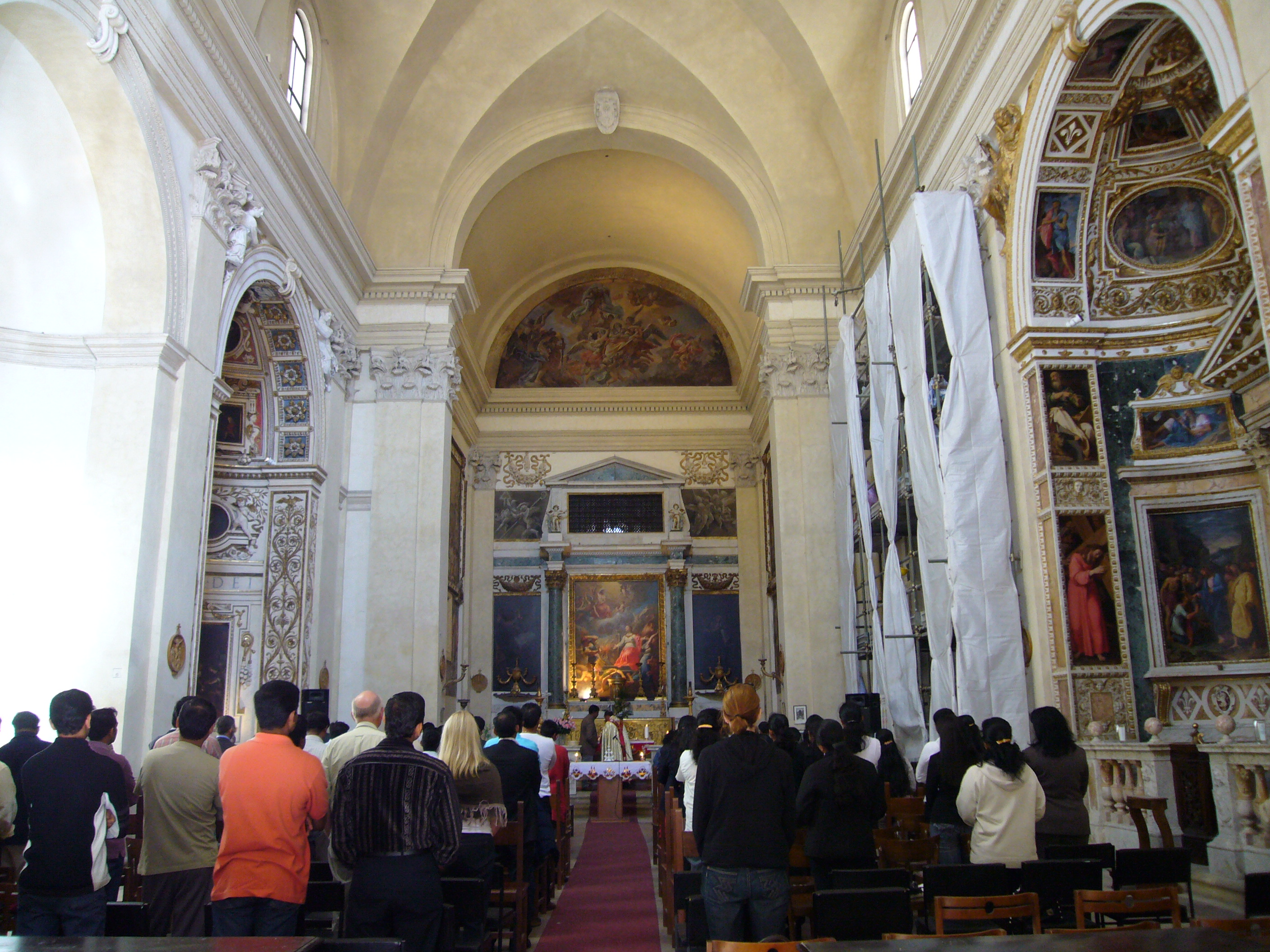
Der Innenraum

Der Campanile gilt wegen seiner sich verjüngenden, offenen Krone als „eigenwillig“, möglicherweise war es zuvor ein eigentlich nicht zur Kirche gehörender Turm.

## Inneres und Ausstattung
Die Kirche ist ein einschiffiger Saalbau mit jeweils drei halbrunden Kapellen an den Seiten. Guidetti orientierte sich auch hierin an der Ausführung von Santo Spirito in Sassia. Zwischen den Kapellen gliedern abermals Pilaster mit der gleichen Kapitellart wie in der Fassade die Wände. Das oberhalb des kräftigen Gesimses errichtete Gewölbe ist, für römische Kirchen eher ungewöhnlich, als Stichkappengewölbe mit Rundbogenfenstern ausgeführt, der rechteckige, eingezogene Chor wird hingegen von einem Tonnengewölbe überfangen.
Die Ausstattung der Kapellen mit Fresken und Gemälden ist von guter Qualität. Die erste Kapelle auf der rechten Seite (vom Eingang Richtung Chor gesehen) enthält eine Marienkrönung von Annibale Carracci. Die zweite Kapelle rechterhand enthält eine Jesusgeschichte, geschaffen von Girolamo Muziano. Die vorderste Kapelle rechts enthält ein unvollendetes Werk von Scipione Pulzone, eine Himmelfahrt Mariä.
Die Cappella Ruitz wurde von Alessandro Moretto und Girolamo Romanino mit einer Pietà ausgestattet.
Der Hochaltar enthält das Martyrium der Hl. Katharina von Livio Agresti. Die Gemälde der Seitenwände des Chorraumes erzählen die Geschichte der Heiligen und wurden von Federico Zuccari geschaffen. Die Putten und Engel des Chores entstanden unter Zuccaris Aufsicht und sind Arbeiten von Raffaelo Motta, genannt Raffaelino da Reggio.
Die Kirche enthält noch ein Altarbild der Hl. Margarete, es stammt von Annibale Carracci und wurde um 1599 geschaffen.

## Öffnungszeiten
Die Kirche ist nicht öffentlich zugänglich. Geöffnet ist sie nur am Gedenktag der Patronin jeweils am 25. November bzw. am Vorabend des Festes.